# Sankt Peterskyrkan, Hamburg

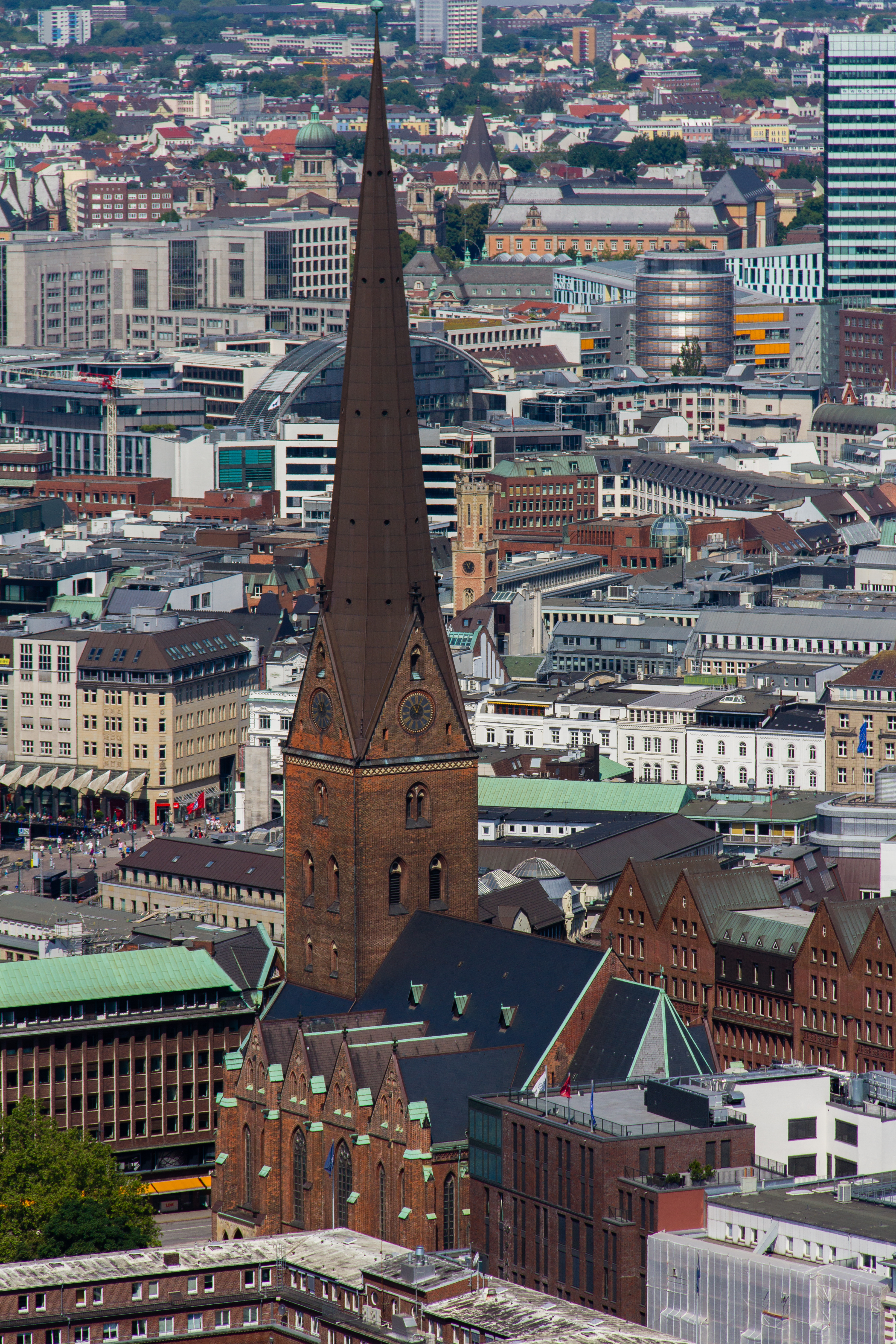
St. Peterskyrkan

St. Peterskyrkan (tyska: Sankt-Petri-Kirche) är den äldsta församlingskyrkan i Hamburg och stod klar år 1893. Med sitt centrala läge på affärsgatan Mönckebergstrasse utgör den högsta punkten i stadsdelen Altstadt. Det 132 meter höga kyrktornet kan bestigas med 544 trappsteg upp till en höjd på 123 meter. Från kyrktornet har man utsikt över centrala staden. Tunnelbanans Rathaus station ligger i närheten.

## Bilder

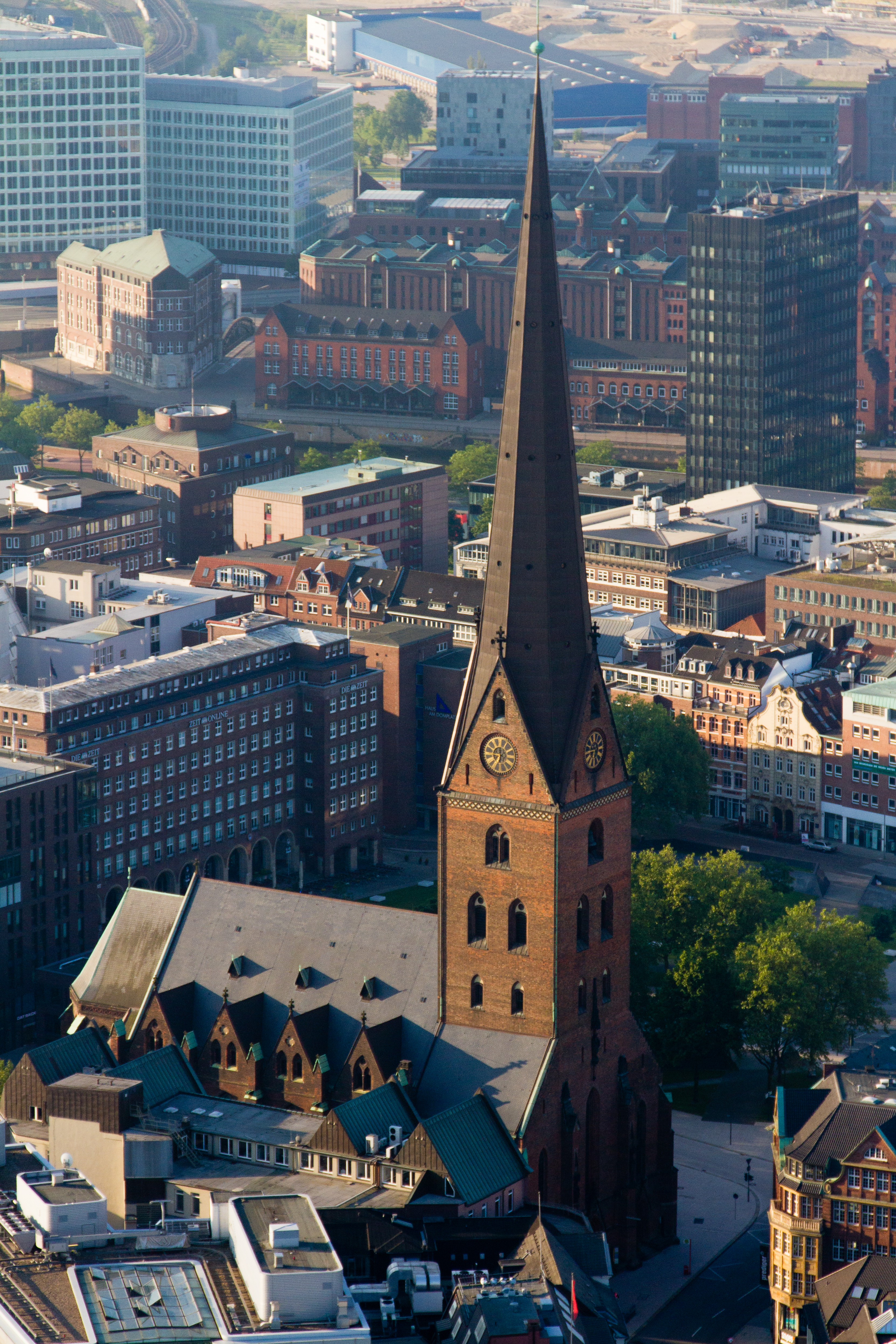
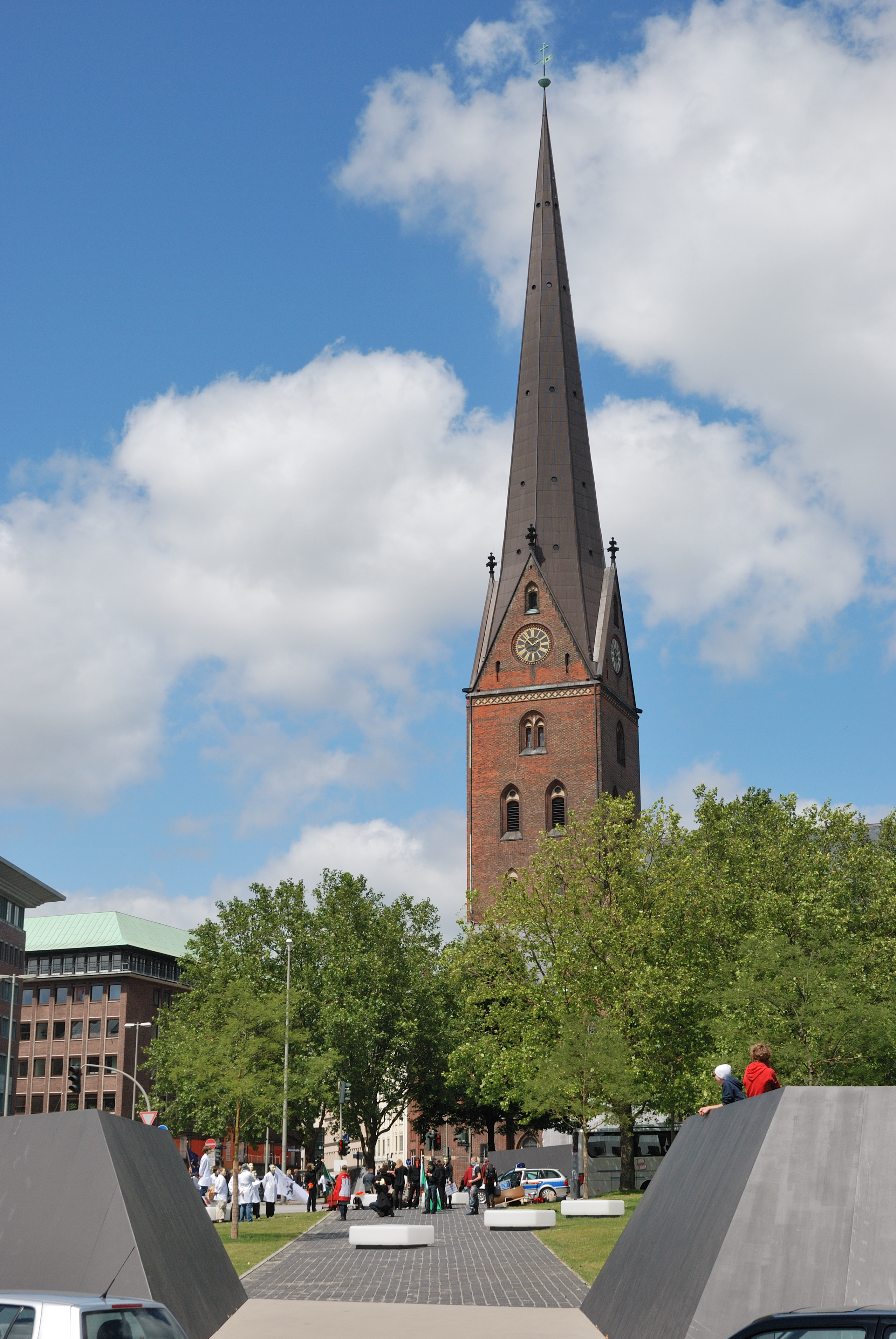
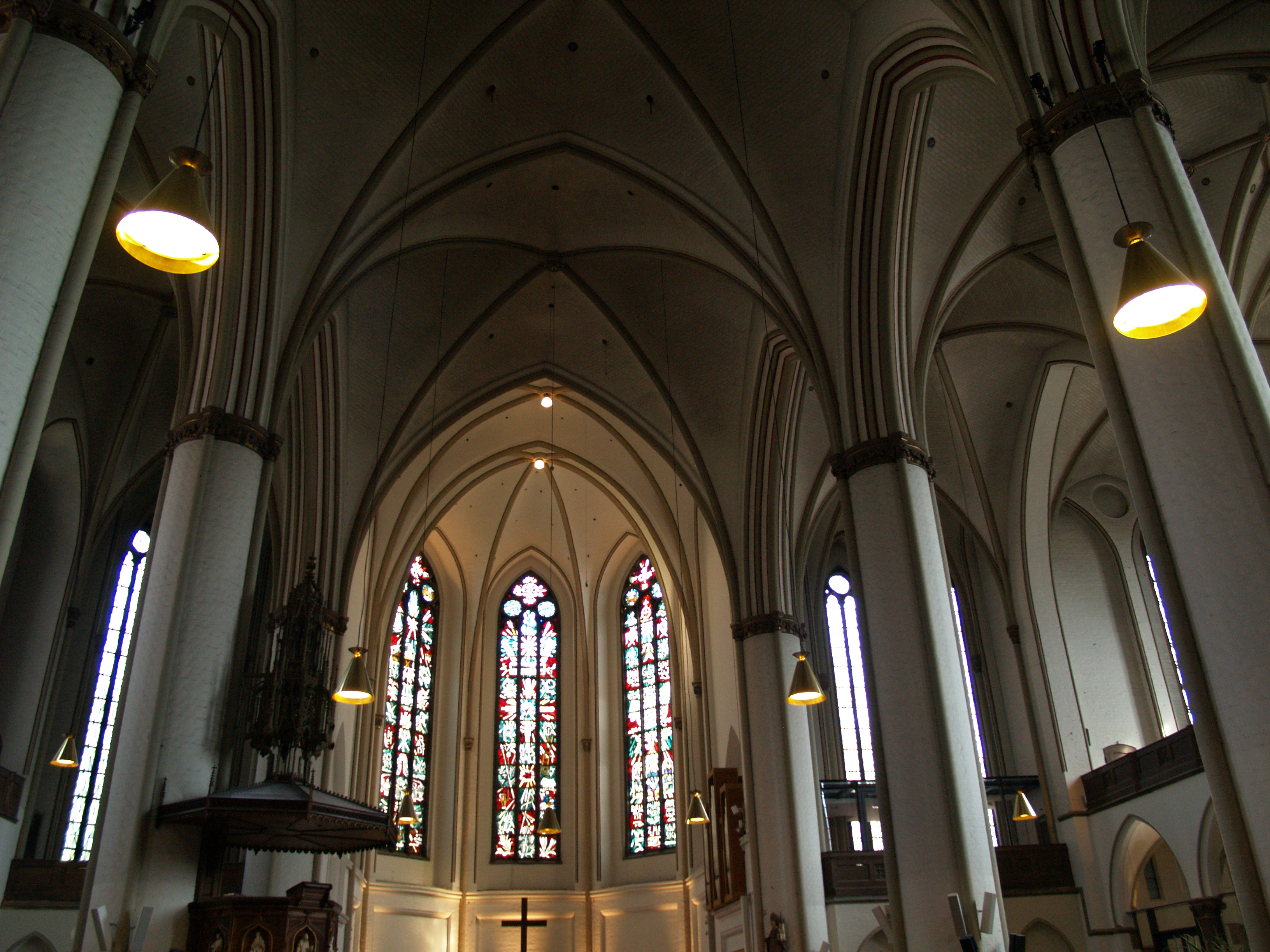
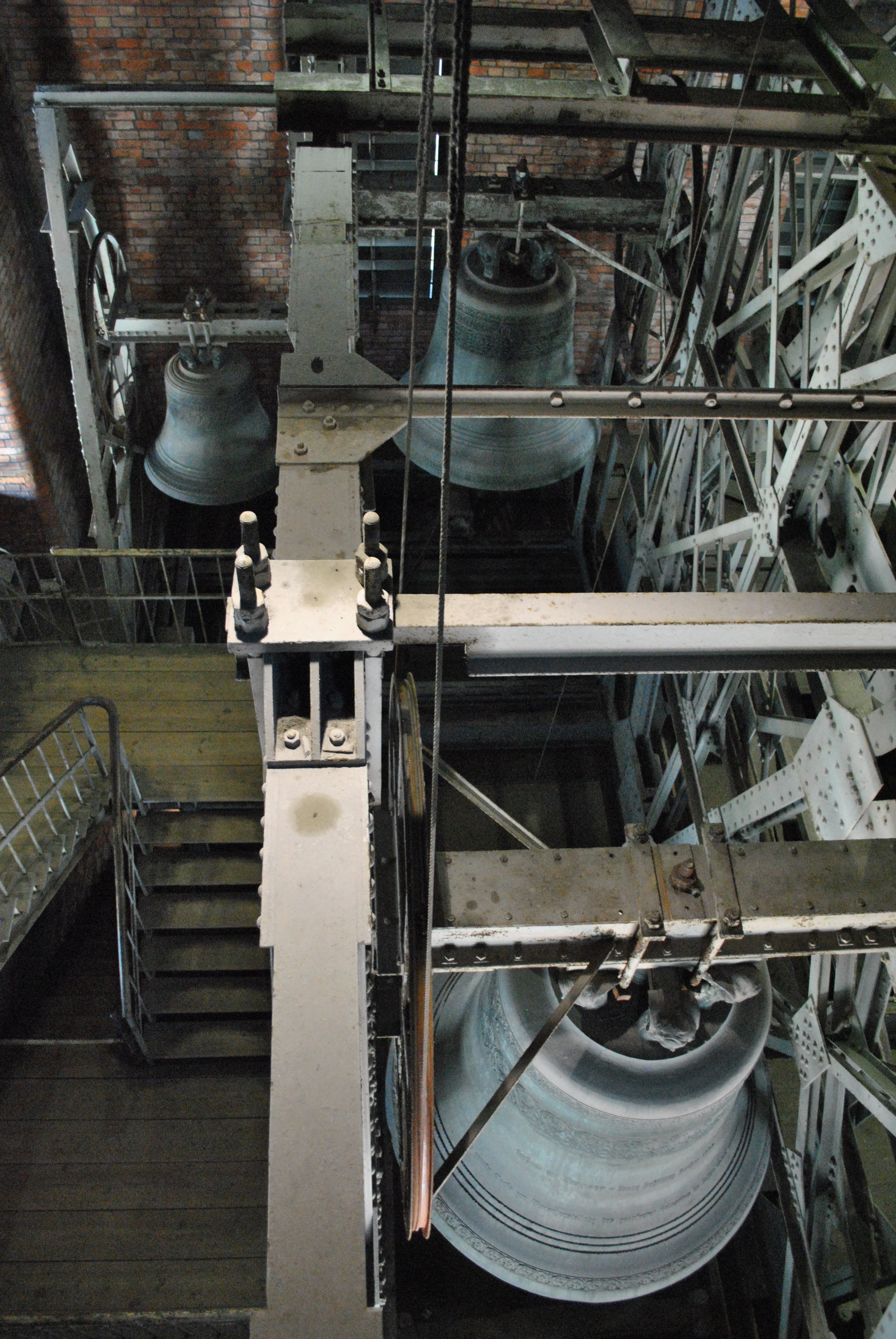

## Källa
- Verg, Erich; Verg, Martin (2007), Das Abenteuer das Hamburg heißt (4th ed.), Hamburg: Ellert&Richter, p. 90, ISBN 978-3-8319-0137-1